# إيدا جوزفين بورغس
إيدا جوزفين بورغس (بالإنجليزية: Ida Josephine Burgess)‏ هي فنانة أمريكية، ولدت في 5 يناير 1855 في شيكاغو في الولايات المتحدة، وتوفيت في 1934 في نيويورك في الولايات المتحدة.